# Rosenmeer

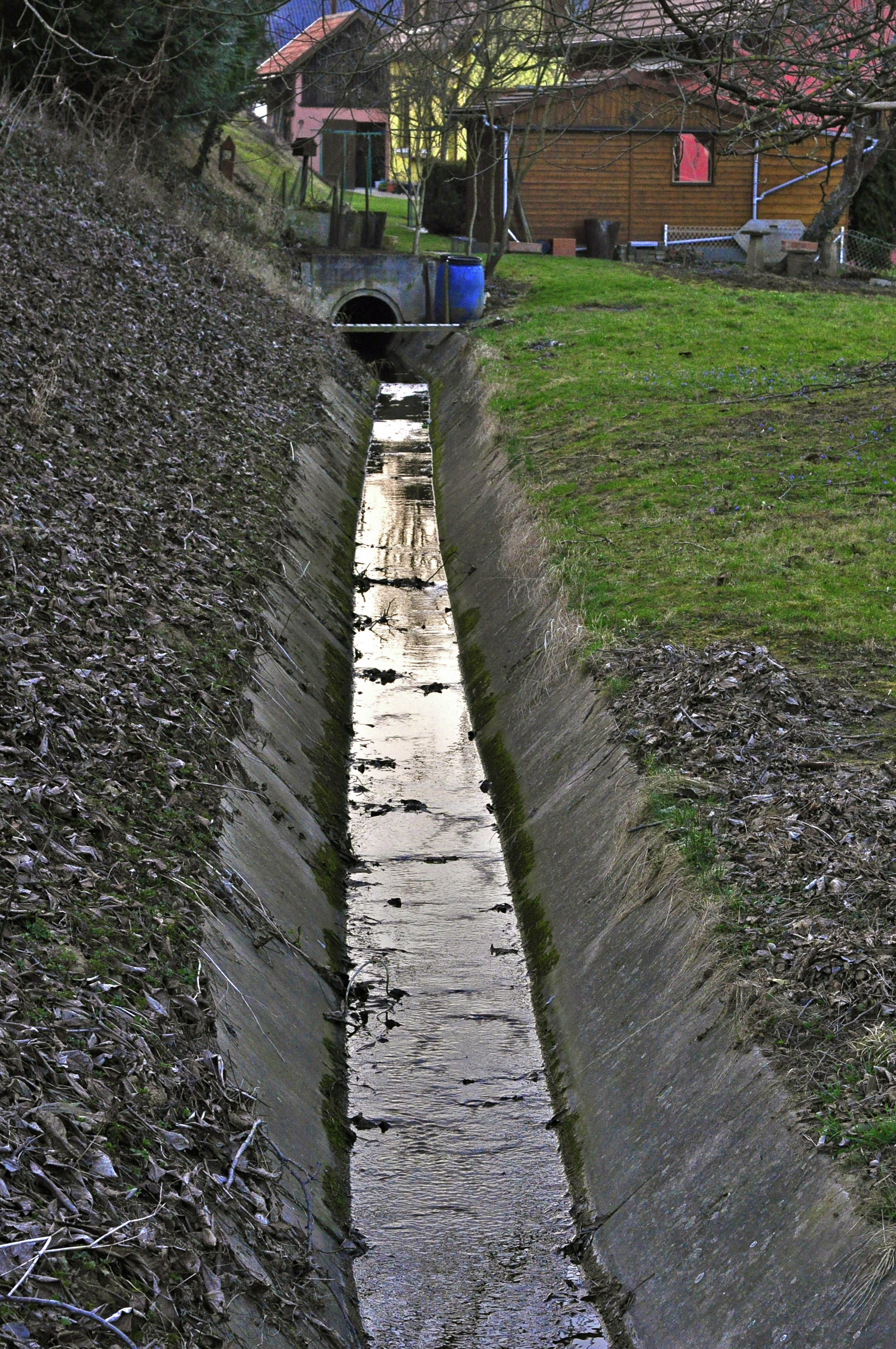
Légèrement en amont de Rosheim, où il était autrefois plus visible, le Rosenmeer très canalisé alimentait des moulins et aidait à l'irrigation.

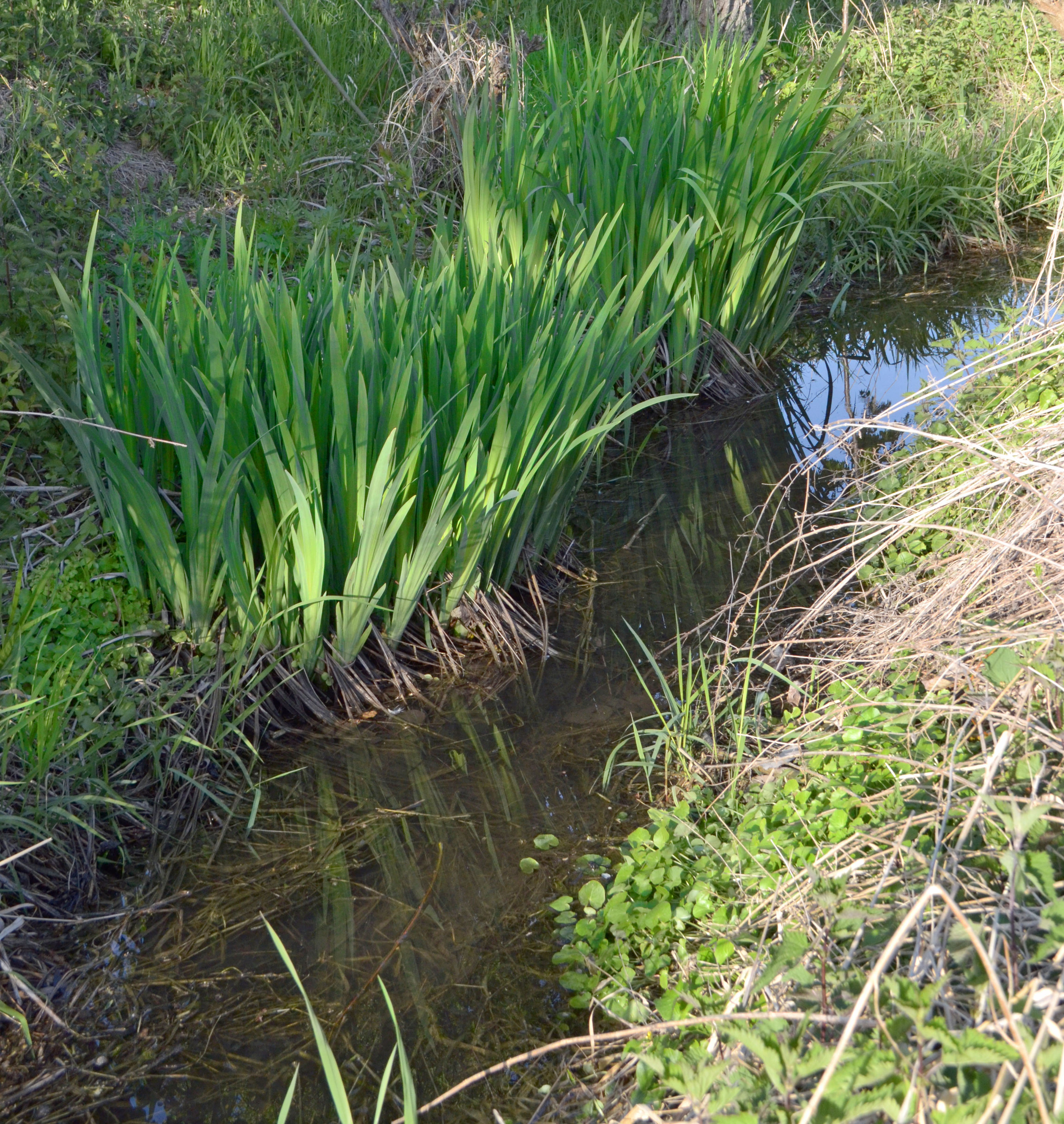
En aval, à la périphérie de Rosheim, vers la voie ferrée, le Rosenmeer manque parfois d'eau ; il s'immobilise presque, dissimulé dans un nid de verdure au fond d'une légère dépression, au milieu des cultures.

Le Rosenmeer est un ruisseau français, canalisé, courant intégralement à Rosheim dans le département du Bas-Rhin, en région Grand Est. 
Largement artificiel, le ruisseau a été créé vers le 14e siècle à partir de ruisselets existants et détournés pour apporter un peu d’eau à Rosheim, principalement  
C'est un affluent de l'Ehn, donc un sous-affluent de l'Ill (bassin collecteur du Rhin).

## Toponymie et semblant d'histoire
La dénomination Rosenmeer est une association du préfixe Rosen — "Rose", en allemand — et du suffixe -meer ne faisant pas référence en Alsace à une mer, mais à un cours d'eau. La confusion paronymique (même cas pour Rosheim), a poussé à la traduction par Ruisseau aux roses, parfois reprise par des conteurs locaux.
L'existence d'un ruisseau spécialement aménagé pour apporter un peu de l'eau de la Magel à Rosheim semble attestée dès 1365, mais les renseignements manquent. L'entreprise n'est guère contée clairement que sur le blog pertinent du randonneur "PIP, vélodidacte", document à espérer toujours en ligne : "Point de source importante dans les vallons voisins de Rosheim, il a fallu chercher plus haut, une rivière avec un débit suffisant. La Magel semble la solution la meilleure, mais elle coule à Mollkirch pour rejoindre la Bruche, plus au nord. Il a fallu la capter plus en amont, à hauteur de la Fischhutte, lui faire contourner les collines du Eichwald, retomber sur Rosenwiller, avant de rejoindre Rosheim. "
Le Rosenmeer a fait l'objet de divers travaux d'alignement et de couverture au fil des siècles.

## Géographie, hydrographie
Le Rosenmeer suit sans doute le tracé d'anciens ruisselets, mais doit beaucoup à l'homme, à la nécessiter d'apporter de l'eau à Rosheim. Il prit son importance (relative) à la suite d'interventions au sud-sud-est de la commune de Mollkirch : à la Fischhutte, la Magel (affluent de la Bruche) abandonnait, au niveau d'une vanne, un tiers de ses eaux à un petit canal, maintenant comblé. Celui-ci contournait les hauteurs de l'Eichwald (tracé invisible sur les cartes et le Géoportail),.[à vérifier]

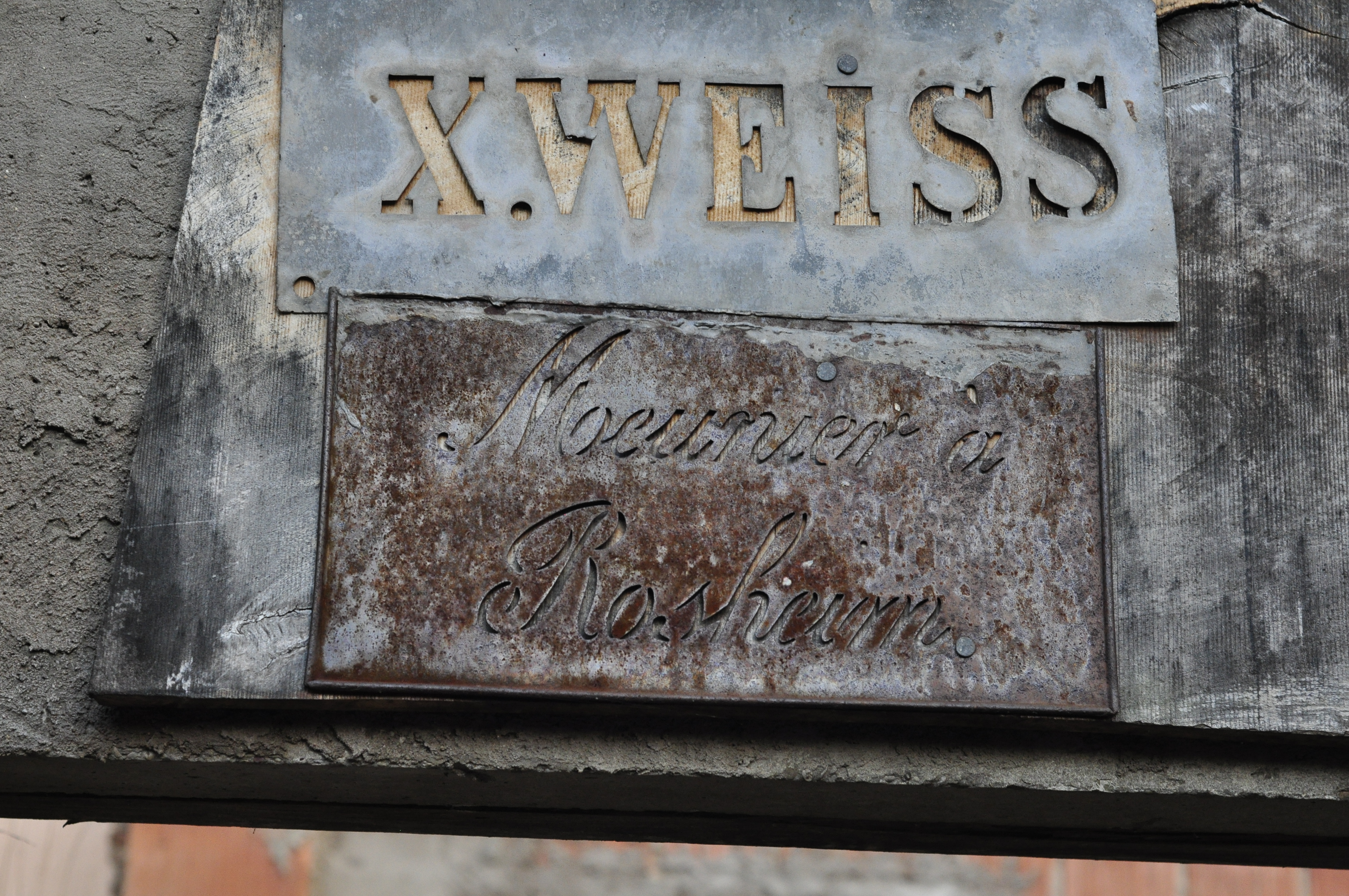
Plaque d'un ancien meunier.

Long de 13,1 km, le Rosenmeer passe du piémont viticole à la plaine céréalière. Beaucoup plus maigre depuis qu'il ne bénéficie plus de l'apport des eaux de la Magel, il apparaît sur les hauteurs de Rosenwiller près de l'ancien cimetière israélite, à 277 mètres d'altitude, puis frôle le cœur du village, qui conserve une rue du Moulin, parallèlement à la rue principale.

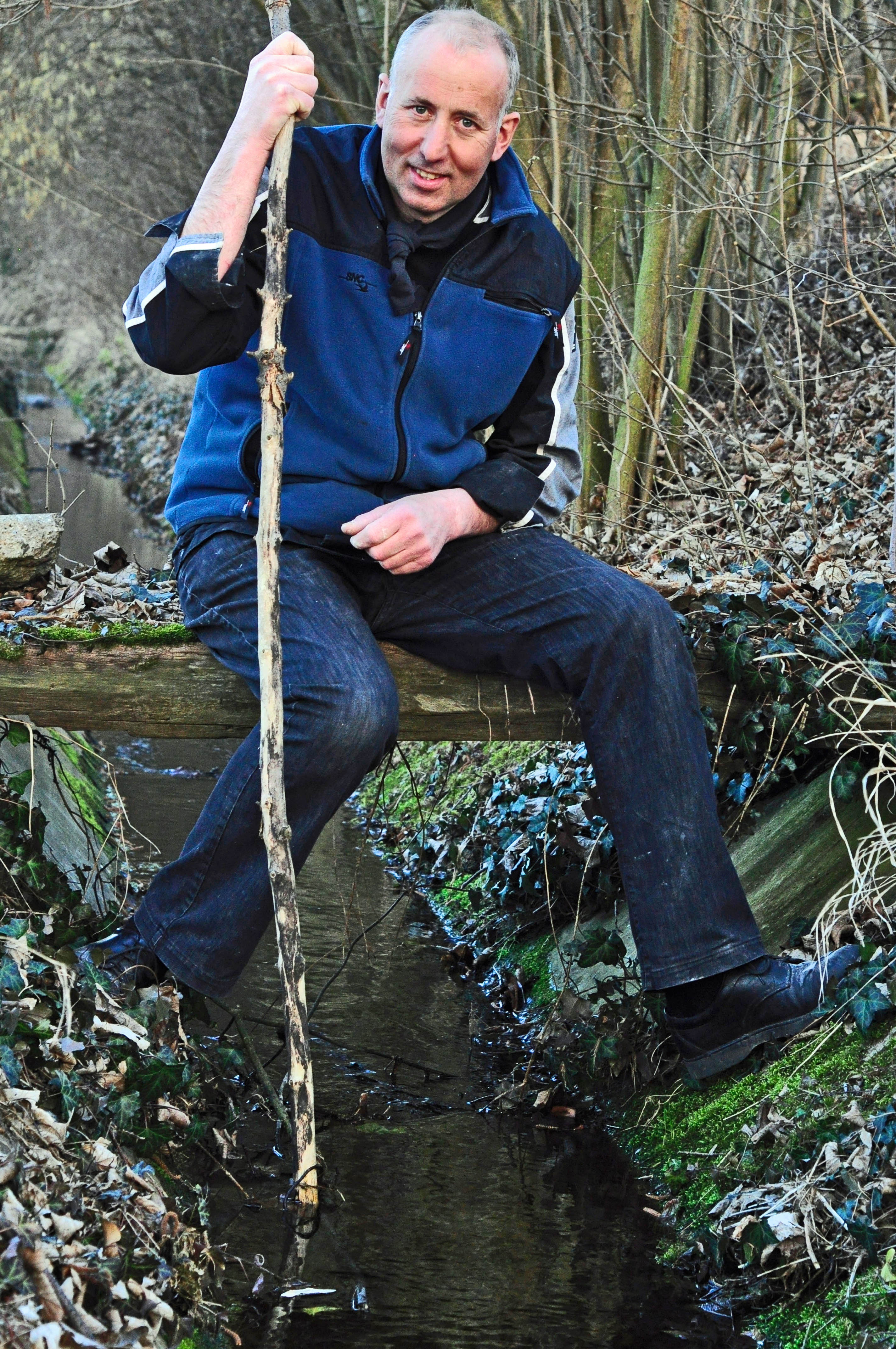
Hubert Maetz enjambe le ruisseau éponyme de son hôtel-restaurant

Il poursuit à travers le talweg faiblement creusé (lieux-dits Langmuehl, Schaeffersmuehl, évocateurs d'anciens moulins) et frôle la fromagerie Siffert Frères, disparaît en souterrain à la périphérie (rue du Leimen) de Rosheim, dont il contourne et longe le centre historique. Beaucoup moins visible que dans le passé, quand il se divisait là en bras, il réapparaît à côté de la rue Saint-Benoît, au sud, et alimente un ancien lavoir.
Le ruisseau file ensuite vers l'Est, en laissant divaguer un mince bras annexe et sans marquer le paysage. Il passe sous la voie de chemin de fer à quelques centaines de mètres de la gare et de l'hôtel-restaurant-winstub (le Rosenmeer d'Hubert Maetz) auquel il donne son nom, continue sur la commune de Griesheim-près-Molsheim, dont il frôle le village au sud, et rejoint l'Ehn sur le territoire d'Innenheim, à 151 mètres d'altitude.

### Un faible débit
Drain de la terrasse loessique au sud de la Basse-Bruche, le ruisseau traverse la seule zone hydrographique Le Rosenmeer (A262), de 21 km2. Son niveau s'avère souvent très bas en aval, quand la pluviosité est faible.

Le Rosenmeer n'a pas d'affluent référencé, selon le SANDRE, qui ne signale pas les connexions anciennes avec la Magel jadis pourvoyeuse d'eau (diversement orientée, celle-ci coule en sens presque opposé, pour rejoindre la Bruche).

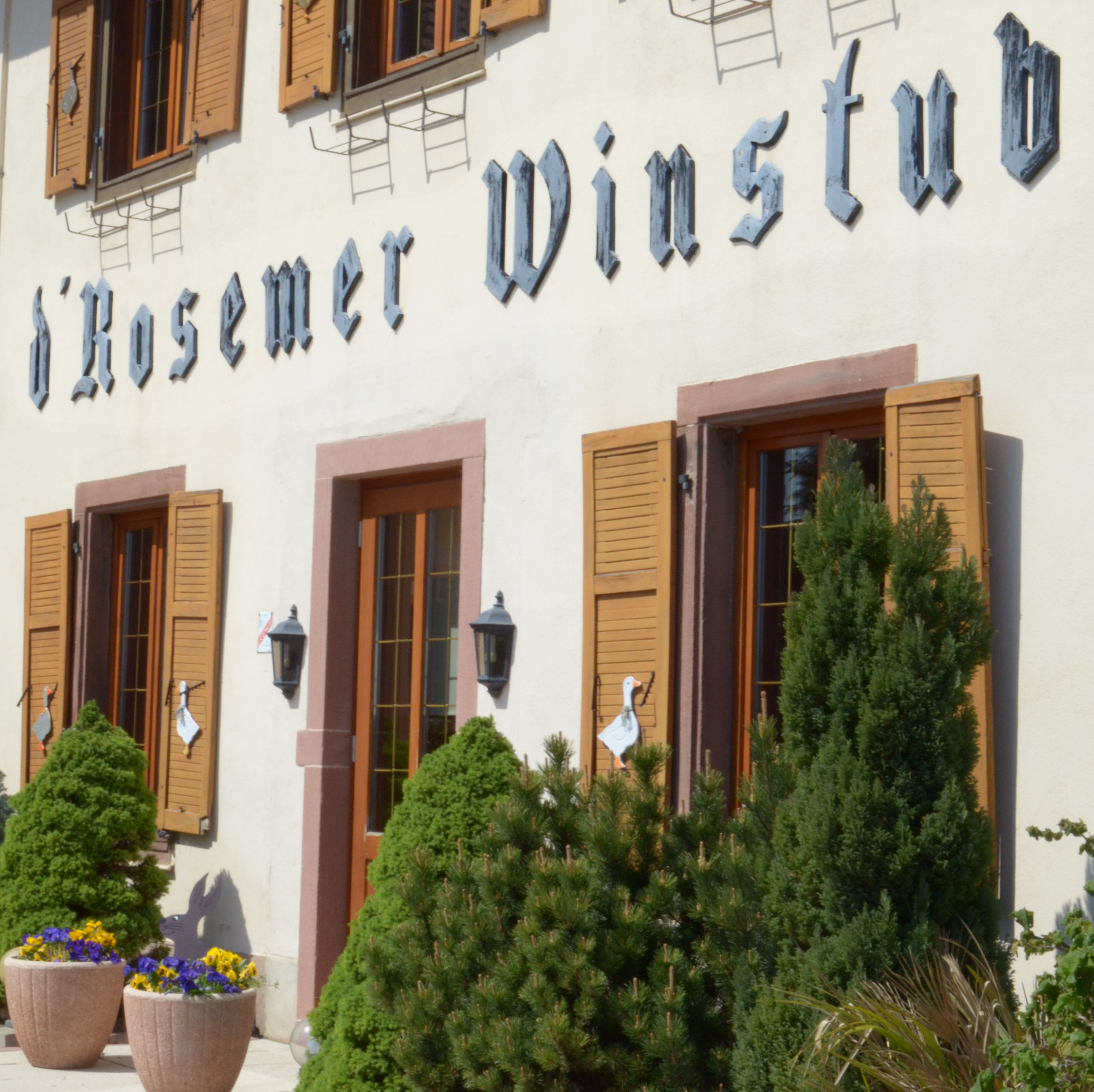
La winstub que tenaient les parents d'Hubert Maetz ("étoilé" Michelin sur le même site au nom du Rosenmeer) conserve sa dénomination.

### Communes et cantons traversés
Courant dans le seul département du Bas-Rhin, le Rosenmeer traverse quatre communes et trois cantons :
- d'amont vers l'aval : Rosenwiller (source), Rosheim, Griesheim-près-Molsheim, Innenheim (confluence avec l'Ehn)[notes 1].
- en termes de cantons, le Rosenmeer nait dans le canton de Rosheim, traverse le canton de Geispolsheim et conflue dans le canton d'Obernai.

#### Ruisseau prête-nom...
Il existe une Communauté de paroisses du Rosenmeer, depuis 2003-2004.
Le Rosenmeer a donné son nom à une zone d'activités établie à partir des années 1990 à la lisière est de la commune et à l'hôtel-restaurant proche de la gare. Cette Hôtellerie du Rosenmeer (la dénomination dialectale la plus couramment admise) s'est développée près de la winstub baptisée différemment, reflet de variations toponymiques locales.